# Igreja de Santo António (Alvito)
A Igreja de Santo António é um monumento religioso na vila, na Freguesia e no Município de Alvito, em Portugal.
A Igreja de Santo António está classificada como Monumento de Interesse Público desde 2012.

## Descrição
A igreja situa-se no Terreiro de Santo António, no centro histórico da vila.
O edifício integra-se no estilo maneirista, mantendo-se ainda na mesma configuração com que foi construído. Tem uma planta longitudinal, com uma só nave e duas capelas laterais. O exterior é de aparência bastante sóbria, contrastando com o rico interior, onde se encontra um retábulo maneirista de edícula, decorado com talha dourada. Divide-se em três partes, sendo a inferior e central decoradas com cenas alusivas a Santo António, enquanto que a superior retrata a Santíssima Trindade. Outros elementos de interesse incluem as pinturas na abóbada da capela-mor, no estilo proto-barroco, e o conjunto dos azulejos em tons azuis e brancos, com albarradas, fabricados nos finais do século XVII.
Nas imediações do portal de entrada da igreja encontra-se uma inscrição no pavimento: «AQVI. JAS. JERON/NIMO. COREA. DE M/IRANDA. NATV/RAL DE VILA REA/L FILHO. DO LD.O / FRC.O MEDDº. BOT/ELHO.E.D.INE/S. DE MIRAMDA T/EIXR.A P.N. AVE MA/ 1646».

## História
O santuário foi edificado nos princípios da década de 1640, prevendo-se que originalmente seria parte de um convento dedicado a Santo António, mas que nunca chegou a ser construído. Nos princípios do século XVIII, foram colocados os azulejos e executadas as pinturas murais. Em 1986 foi alvo de obras de restauro por parte da paróquia.
Em 2008 iniciou-se um programa de estudo e preservação do património religioso do concelho, organizado pela Câmara Municipal de Alvito, em conjunto com a Diocese de Beja. Entrevistado pela Agência Lusa, o director do Departamento do Património Histórico e Artístico da Diocese de Beja, José António Falcão, alertou para a necessidade de se proceder a obras de restauro em várias igrejas e ermidas do concelho, incluindo a de Santo António, que estava com «problemas de conservação».
A igreja foi classificada como Monumento de Interesse Público pela Portaria n.º 740-EG/2012, de 31 de Dezembro, devido ao seu valor histórico e cultural, tanto do ponto de vista estético como religioso.
Em Janeiro de 2020 foi o palco de um concerto de ano novo, pela Orquestra Típica Albicastrense.

## Leitura recomendada
- BARROS, Maria de Fátima Rombouts de. Alvito: História e histórias. Beja e Alvito: Região de Turismo da Planície Dourada e Câmara Municipal de Alvito. 79 páginas. ISBN 978-989-95488-4-8
- ESPANCA, Túlio (1992). Inventário Artístico de Portugal - Distrito de Beja. Volume 1. Lisboa: Academia Nacional de Belas Artes
- GONÇALVES, Catarina Valença (1999). A Pintura Mural no concelho de Alvito - séculos XVI a XVII. Alvito: Câmara Municipal de Alvito
- SIMÕES, J. M. dos Santos (1969). Azulejaria em Portugal no séc. XVII. Lisboa: Fundação Calouste Gulbenkian
- SOUSA, Catarina Vilaça (2006). Roteiro turístico terras do fresco: Alvito, Cuba, Portel, Viana do Alentejo, Vidigueira. Cuba: Associação de Municípios de Alentejo Central. 175 páginas
- SMITH, Robert C. (1963). A Talha em Portugal. Lisboa: Fundação Calouste Gulbenkian
- VALÉRIO, António João (1994). Arte e História no Concelho de Alvito. Guia para uma Visita. Alvito: Câmara Municipal de Alvito